# Амадор (округ)
А́мадор (англ. Amador) — округ штата Калифорния, расположенный в горах Сьерра-Невада. По данным переписи 2000 года, население Амадора составляет 35 100 человек. Окружной центр — город Джэксон.
Округ славится старейшими в США виноградниками. Здесь расположено более сорока винных заводов.

## История
Округ Амадор был создан в 1854 году из частей округов Калаверас и Эль-Дорадо. Спустя 10 лет, в 1864 году, часть Амадора была отдана округу Алпайн.

Отель «Амадор», Амадор-Сити, 1895 год

Своё имя округ получил в честь владельца ранчо, солдата и шахтёра Хосе Марии Амадора, родившегося в Сан-Франциско в 1794 году. Он был сыном Педро Амадора (испанского солдата, поселившегося в Калифорнии в 1771 году) и братом Синфоросы Амадор. «Амадор» в переводе с испанского означает «тот, который любит».
В 1848 году Хосе Мария вместе с несколькими коренными американцами организовал успешный лагерь по добыче золота вблизи нынешнего города Амадор-Сити.

## География
Округ Амадор расположен в 72 километрах от столицы Калифорнии Сакраменто и расположен в части штата, именуемой «Предгорья Сьерра-Невады».
Общая площадь округа составляет 1 566,9 км², из которых 1 540 км² (98,06 %) составляет суша и 31 км² (1,94 %) — вода. Водная система округа включает в себя озера Амадор, Каманч и Силвер-Лейк, водохранилища Парди и Бэр, реки Косамнес и Мокламн, а также ручьи Саттер-Крик и Джэксон-Крик. Река Косамнес оформляет северную границу округа, а Мокламн — южную.
Диапазон высот колеблется от 76 метров в восточной части округа до 2 700 метров в западной части.

### Соседние округа
На севере Амадор граничит с округом Эль-Дорадо, на востоке с Алпайном, на юге с Калаверасом, на юго-западе с Сан-Хоакином, на западе с округом Сакраменто.

### Города
В округе расположены пять городов:
- Айон
- Амадор-Сити
- Джэксон
- Плимут
- Саттер-Крик

## Климат
В соответствии с данными представленным Национальной метеорологической службой США в округе, согласно системе классификации климатов Кёппена, преимущественно тёплый летний средиземноморский климат, который на климатических картах сокращённо обозначается аббревиатурой «Csa».

## Демография

Возрастная пирамида округа

По данным переписи 2000 года, население Амадора составляет 35 100 человек, 12 759 домохозяйств и 9 071 семью, проживающих в округе. Плотность населения равняется 23 чел/км². В округе 15 035 единиц жилья со средней плотностью 10 ед/км². Расовый состав округа включает 85,79 % белых, 3,87 % чёрных или афроамериканцев, 1,78 % коренных американцев, 1,00 % азиатов, 0,10 % выходцев с тихоокеанских островов, 5,04 % представителей других рас и 2,41 % представителей двух и более рас. 8,91 % из всех рас — латиноамериканцы.
Из 12 759 домохозяйств 26,2 % имеют детей в возрасте до 18 лет, 58,9 % являются супружескими парами, проживающими вместе, 8,7 % являются женщинами, проживающими без мужей, а 28,9 % не имеют семьи. 23,9 % всех домохозяйств состоят из отдельных лиц, в 11,3 % домохозяйств проживают одинокие люди в возрасте 65 лет и старше. Средний размер домохозяйства составил 2,39, а средний размер семьи — 2,81.
В округе проживает 20,6 % населения в возрасте до 18 лет, 6,9 % от 18 до 24 лет, 26,2 % от 25 до 44 лет, 28,3 % от 45 до 64 лет, и 18,0 % в возрасте 65 лет и старше. Средний возраст населения — 43 года. На каждые 100 женщин приходится 122,5 мужчин. На каждые 100 женщин в возрасте 18 лет и старше приходится 123,4 мужчин.
Средний доход на домашнее хозяйство составил $42 280, а средний доход на семью $51 226. Мужчины имеют средний доход в $39 697 против $28 850 у женщин. Доход на душу населения равен $22 412. Около 6,10 % семей и 9,20 % всего населения имеют доход ниже прожиточного уровня, в том числе 13,10 % из них моложе 18 лет и 5,40 % от 65 лет и старше.

## Транспорт

### Автомагистрали
- SR 16
- SR 26
- SR 49
- SR 88
- SR 104
- SR 124

### Аэропорт
Неподалёку от города Джэксон расположен Аэропорт округа Амадор.